# Silvan Sidler
Silvan Eli Sidler (Affoltern am Albis, Suiza, 7 de julio de 1998) es un futbolista suizo que juega como defensa en el F. C. Winterthur de la Superliga de Suiza.

## Trayectoria
Debutó con el F. C. Lucerna en la Superliga de Suiza en la victoria por 3-0 contra el F. C. St. Gallen el 5 de noviembre de 2017. No era la primera vez que jugaba con el primer equipo, ya que el año anterior participó en un partido de la Copa de Suiza contra el F. C. Naters Oberwallis.
En junio de 2022 el Arminia Bielefeld anunció su fichaje hasta 2025. En el primer año disputó doce partidos y el equipo descendió a la 3. Liga, por lo que optó por marcharse y regresó a Suiza tras fichar por el F. C. Winterthur.

## Estadísticas

### Clubes
Actualizado al último partido disputado el 29 de mayo de 2022.
| Club                         | Div.          | Temporada     | Liga  | Liga  | Copas nacionales | Copas nacionales | Copas internacionales | Copas internacionales | Total | Total |
| Club                         | Div.          | Temporada     | Part. | Goles | Part.            | Goles            | Part.                 | Goles                 | Part. | Goles |
| ---------------------------- | ------------- | ------------- | ----- | ----- | ---------------- | ---------------- | --------------------- | --------------------- | ----- | ----- |
| F. C. Lucerna · Suiza        | 1.ª           | 2016-17       | 0     | 0     | 1                | 0                | —                     | —                     | 1     | 0     |
| F. C. Lucerna · Suiza        | 1.ª           | 2017-18       | 10    | 0     | 1                | 0                | —                     | —                     | 11    | 0     |
| F. C. Lucerna · Suiza        | 1.ª           | 2018-19       | 24    | 0     | 4                | 0                | 2                     | 0                     | 30    | 0     |
| F. C. Lucerna · Suiza        | 1.ª           | 2019-20       | 32    | 0     | 3                | 0                | 3                     | 0                     | 38    | 0     |
| F. C. Lucerna · Suiza        | 1.ª           | 2020-21       | 26    | 1     | 3                | 0                | —                     | —                     | 29    | 1     |
| F. C. Lucerna · Suiza        | 1.ª           | 2021-22       | 24    | 3     | 5                | 1                | 1                     | 0                     | 30    | 4     |
| F. C. Lucerna · Suiza        | Total club    | Total club    | 116   | 4     | 17               | 1                | 6                     | 0                     | 139   | 5     |
| Arminia Bielefeld · Alemania | 2.ª           | 2022-23       | 0     | 0     | 0                | 0                | —                     | —                     | 0     | 0     |
| Arminia Bielefeld · Alemania | Total club    | Total club    | 0     | 0     | 0                | 0                | 0                     | 0                     | 0     | 0     |
| Total carrera                | Total carrera | Total carrera | 116   | 4     | 17               | 1                | 6                     | 0                     | 139   | 5     |

## Palmarés

### Títulos nacionales
| Título        | Club          | País  | Año  |
| ------------- | ------------- | ----- | ---- |
| Copa de Suiza | F. C. Lucerna | Suiza | 2021 |